# Lago Azul (Puelo)
El lago Azul es un lago chileno ubicado en la comuna de Cochamó, Región de Los Lagos. Es parte de la cuenca del río Puelo.

## Ubicación y características
Se ubica al oriente del río Puelo, desagua en el lago Totoral que a su vez desagua a través de su emisario río Desaguadero en el río principal de la cuenca. Su código en el Banco Nacional de Aguas es 10512091-5 y figura en el inventario público como «lagos menores» con un espejo de agua de 13 km².

## Historia
Luis Risopatrón lo describe brevemente en su Diccionario Jeográfico de Chile de 1924:: 60 

Azul (Laguna) 50° 53' 72° 47'. De mediana estension, de aguas de color azulado, ricas en varias especies de peces, con mucha playa i bloques de piedras volcánicas en su fondo, se encuentra en la banda E del curso superior del rio Paine, del que es tributaria. 122, p. XXVIII i 92. vista; 151, VIII, p. 225; 134; i 156.

El lago aparece en el inventario público de lagos de Chile, al igual que en el diccionario de Luis Risopatrón, bajo el nombre «laguna Azul», pero en el mapa de Hans Steffen aparece como «lago Azul».